# Мец Масрік
Мец Масрік (вірм. Մեծ Մասրիկ) — село в марзі Гегаркунік, на сході Вірменії. Село розташоване на трасі Єреван — Севан — Шоржа — Варденіс, за 5 км на північний схід від останнього. За 3 км на південний захід розташована залізнична станція Варденіс лінії Єреван — Раздан — Сотк.
Поселення було заселеним з VII століття. В селі знаходиться хачкар 881 р., дві святині XII-XIII століття та церква XVII століття.